# Мессенцель, Феликс
Фе́ликс Мессе́нцель (нем. Felix Messenzehl; Пустой шаблон {{ВД-Преамбула}} ) — немецкий кёрлингист.
В составе мужской сборной Германии участник чемпионата мира 2024, чемпион Европы (2024). Чемпион Германии среди мужчин. В составе смешанной юниорской команды Германии участник зимнего Европейского юношеского Олимпийского фестиваля 2019. В составе мужской юниорской команды Германии участник трёх чемпионатов мира (двукратные серебряные призёры). Чемпион Германии среди юниоров.
В «классическом» кёрлинге (команда из четырёх человек одного пола) играет в основном на позиции третьего.

## Достижения
- Чемпионат Европы по кёрлингу: золото (2024).
- Чемпионат Германии по кёрлингу среди мужчин: золото (2023, 2024).
- Чемпионат мира по кёрлингу среди юниоров: серебро (2022, 2023).
- Чемпионат Германии по кёрлингу среди юниоров: золото (2022, 2023).

## Команды
| Сезон                                          | Четвёртый         | Третий            | Второй            | Первый           | Запасной Тренер                        | Турниры                     |
| ---------------------------------------------- | ----------------- | ----------------- | ----------------- | ---------------- | -------------------------------------- | --------------------------- |
| 2018—19                                        | Бенни Капп        | Феликс Мессенцель | Willi Eitel       | Йоханнес Шойерль |                                        | [ 5 ]                       |
| 2019—20                                        | Бенни Капп        | Феликс Мессенцель | Willi Eitel       | Йоханнес Шойерль |                                        | [ 6 ]                       |
| 2021—22                                        | Беньямин Капп     | Феликс Мессенцель | Йоханнес Шойерль  | Магнус Сутор     | Клаудиус Харш тренер: Анди Капп        | ЧМЮ 2022                    |
| 2022—23                                        | Беньямин Капп     | Феликс Мессенцель | Йоханнес Шойерль  | Марио Тревизиоль | Adrian Enders тренер: Анди Капп        | ЧМЮ 2023                    |
| 2023—24                                        | Беньямин Капп     | Феликс Мессенцель | Йоханнес Шойерль  | Марио Тревизиоль | Adrian Enders тренер: Анди Капп        | ЧМЮ 2024 (5 место)          |
| 2023—24                                        | Марк Мускатевиц   | Беньямин Капп     | Феликс Мессенцель | Йоханнес Шойерль | Марио Тревизиоль тренер: Райан Шеррард | ЧМ 2024 (5 место)           |
| 2024—25                                        | Марк Мускатевиц   | Беньямин Капп     | Феликс Мессенцель | Йоханнес Шойерль | Марио Тревизиоль тренер: Райан Шеррард | ЧЕ 2024 · ЧМ 2025 (8 место) |
| Кёрлинг среди смешанных команд (mixed curling) |                   |                   |                   |                  |                                        |                             |
| 2018—19                                        | Феликс Мессенцель | Joy Sutor         | Йоханнес Шойерль  | Zoe Antes        | тренер: Маркус Мессенцель              | ЗЕЮОФ 2019 (6 место)        |

(скипы выделены полужирным шрифтом)

## Частная жизнь
Представитель семьи кёрлингистов: его отец — Маркус Мессенцель, участник зимних Олимпийских игр 2002 и чемпионатов мира, двукратный чемпион Европы, чемпион Германии среди мужчин; его сестра Сара (нем. Sara Messenzehl) — чемпионка Германии среди юниоров.
Начал заниматься кёрлингом в 2014, в возрасте 11 лет.